# Ryōichi Naitō
Ryōichi Naitō (26 de dezembro de 1906 – 7 de julho de 1982) foi um médico militar e tenente-coronel do Exército Imperial Japonês. Em 1950, fundou o Banco de Sangue do Japão (mais tarde conhecido como Midori Juji).

## Biografia
Nasceu na cidade de Ayabe, província de Quioto. Depois de frequentar a Escola Secundária Ibaraki da Prefeitura de Osaka e a terceira escola secundária sob o antigo sistema educacional japonês, matriculou-se na Escola de Medicina da Universidade Imperial de Quioto em 1927, onde se tornou um estudante comissionado nas forças armadas (recebendo ajuda financeira com a condição de ingressar nas forças armadas após graduação). Formou-se na Faculdade de Medicina da Universidade de Quioto em 1931. Formou-se na Escola de Pós-Graduação da Universidade de Quioto em 1936. Tornou-se médico com o "Suplemento de Pesquisa de Bacteriófagos". 
Depois de realizar pesquisas e coletar informações na Europa e nos Estados Unidos a partir de 1937, tornou-se chefe do Laboratório de Prevenção de Epidemias da Escola Médica Militar do Exército, onde esteve envolvido no desenvolvimento e pesquisa de armas bacteriológicas e experimentos humanos liderados pela Unidade 731.  Após retornar ao Japão, trabalhou como instrutor médico militar na Escola Médica do Exército em Toyama, Tóquio, até o fim da guerra.
Em 1945, Naitō foi interrogado pelo Comandante Supremo das Forças Aliadas como testemunha chave sobre a guerra bacteriana e experimentos humanos liderados pela Unidade 731. 
Depois disso, estudou pediatria clínica na Faculdade de Medicina da Universidade de Quioto e trabalhou como pediatra em uma clínica na cidade de Ibaraki. Durante a fome do pós-guerra, ele percebeu a necessidade de um banco de sangue para ajudar os pacientes cujas vidas poderiam ser salvas com apenas uma transfusão de sangue e, em 1950, fundou o Banco de Sangue do Japão. Mais tarde, à medida que bancos de sangue públicos e privados foram estabelecidos em todo o Japão e a concorrência se tornou mais acirrada, Naitō mudou a base dos negócios do Banco de Sangue do Japão para a produção de produtos sanguíneos artificiais e, ao buscar a aprovação do Ministério da Saúde e Bem-Estar (a pedido do próprio Naitō, foi a primeira pessoa a ser submetida a um ensaio clínico. No entanto, surgiram dúvidas sobre a autenticidade dos dados experimentais da preparação artificial incluída no pedido e o medicamento acabou por não ser aprovado. Morreu em 1982.